# Người Việt tại Ý
Người Việt tại Ý là cư dân gốc Việt sinh sống ở Ý. Vào thời điểm năm 2023, nước này có khoảng 5.000 người dân gốc Việt., 

## Chi tiết
Đa số người gốc Việt tập trung ở các thành phố miền Bắc nơi dễ kiếm công ăn việc làm hơn. Ở thủ đô Roma có khoảng 20 gia đình. 200 người được Ý nhận vào sau biến cố 30.04.1975, hầu hết đã xin đi định cư ở các nước khác. Ngoài ra còn có khoảng 2 ngàn người Việt được chính phủ Ý cho tị nạn chính trị. Họ có thể bảo lãnh gia đình sang sinh sống. Có một số nhỏ ở lậu, là các người đi chui qua Tiệp, qua Đức, nhưng bị trục xuất phải sang Ý sống.

### Sinh hoạt cộng đồng
Người Việt ở đây tụ họp vui chơi với nhau trong những ngày lễ Tết, Trung Thu hay Giáng Sinh, nhưng chia thành 2 nhóm: nhóm tị nạn thì quây quần bên nhà thờ và Hội Caritas, nhóm thân chính quyền thì khi sinh hoạt có mặt của đại diện Sứ quán Việt Nam.